# Ju-on 2
Ju-on 2 (jap. 呪怨2 Juon 2) – japoński horror. Film wydano na wideo, światowa (japońska) premiera miała miejsce 25 marca 2000 roku. Film wyreżyserował Takashi Shimizu. Film ten jest kontynuacją także wydanej na video części pierwszej – Ju-on 1, którą wydano mniej więcej miesiąc przed sequelem.
Podobnie jak pierwsza część horroru, niskobudżetowy film na kasecie wideo okazał się wielkim sukcesem i bardzo szybko zaskarbił sobie wielką rzeszą fanów. Sukces obydwu części filmu skłonił reżysera i całą ekipę do zrealizowania kinowej wersji horroru – Klątwa Ju-on i jej sequela (Klątwa Ju-on 2).

## Opis fabuły
Fabuła filmu toczy się ponownie wokół tokijskiego domu, w którym dokonano okrutnego morderstwa – Takeo Saeki (Takashi Matsuyama) zamordował swą żonę Kayako (Takako Fuji) oraz syna Toshio (Ryôta Koyama). Od czasu morderstwa nad domem ciąży klątwa, która zabija każdego, kto zawita w progi domostwa... Tajemnicze i przerażające zjawy Kayako i Toshio powracają i ponownie prześladują zarówno rezydentów jak i gości domu.
Przez kilkanaście minut w filmie powtarzają się sceny z części pierwszej, jednak później historia zaczyna toczyć się swoją drogą. W sequelu śledzimy losy rodziny Suzuki, która chce jak najszybciej sprzedać dom Saeki.

## Obsada
- Dankan – Doręczyciel
- Mashio Miyazaki – Emi
- Yūko Daike – Kyôko Suzuki
- Yûrei Yanagi – Shunsuke Kobayashi
- Mayuko Saitô – Sprzedawczyni
- Shiori Yonezawa – Kaoru
- Takako Fuji – Kayako Saeki
- Akihiro Toyotome – Toshi
- Makoto Ashikawa – Tatsuya Suzuki
- Hayato Ichihara – Naoki
- Kahori Fujii – Yoshimi Kitada
- Takemura Nagisa – Policjantka
- Ganko Fuyu – Hashimoto
- Kenta Ishikawa – Satô
- Yuue – Manami Kobayashi
- Hua Rong Weng – Hiroshi Kitada
- Takashi Matsuyama – Takeo Saeki
- Harumi Matsukaze – Fumi Suzuki
- Taizô Mizumura – Taiji Suzuki
- Reita Serizawa – Iizuka
- Taro Suwa – Kamio
- Denden – Yoshikawa
- Tomohiro Kaku – Nobuyuki Suzuki
- Ryôta Koyama – Toshio Saeki

## Sequele
- Klątwa Ju-on (2003) (kinowy)
- Klątwa Ju-on 2 (2003) (kinowy)
- The Grudge – Klątwa (2004) (amerykański remake)
- The Grudge – Klątwa 2 (2006) (sequel amerykańskiego remake'u)
- Klątwa Ju-on 3 (2007) (kinowy)